# Alois Gmür
Alois Gmür, né le 3 avril 1955 à Einsiedeln (originaire d'Amden), est une personnalité politique suisse, membre du Centre. Il est député du canton de Schwytz au Conseil national de décembre 2011 à décembre 2023.

## Biographie
Alois Gmür naît le 3 avril 1955 à Einsiedeln, dans le canton de Schwytz. Il est originaire d'Amden, dans le canton de Saint-Gall. Son père, également prénommé Alois, était aussi membre du PDC.
Il est maître brasseur de profession, qu'il a apprise en Allemagne, et copropriétaire de la brasserie familiale Rosengarten. Il est le premier à avoir mis une bière à base d'épeautre et une bière à base de maïs sur le marché en Suisse.
Il a le grade de major à l'armée.
Il habite à Einsiedeln. Il est marié et père de cinq enfants, quatre filles et un fils. Ce dernier est également maître brasseur. 
Il a un frère membre de l'Union démocratique du centre.

## Parcours politique
Il siège au Conseil de district du district d'Einsiedeln du 1er janvier 1986 au 1er janvier 2004. Il en est le président (Bezirksammann) à partir du 1er janvier 2000,.
Il siège au Conseil cantonal de Schwytz du 1er janvier 2004 au 31 octobre 2011,.
Il est élu au Conseil national lors des élections fédérales de 2011, décrochant pour le PDC, dont il est tête de liste, l'un des quatre sièges du canton de Schwytz. Il est réélu en 2015 et 2019. Il est membre de la Commission des finances (CdF) et, depuis août 2016, de la Commission de la politique de sécurité (CPS).
Il ne se présente pas pour un quatrième mandat aux élections fédérales d'octobre 2023.

### Positionnement politique
Il est opposé à l'avortement.

### Autres mandats
Il est président du conseil de fondation de l'hôpital d'Einsiedeln, notamment lors de l'installation de la première boîte à bébé de Suisse en 2001.